# Harold Sylvester
Harold Sylvester est un acteur et scénariste américain né le 10 février 1949 à La Nouvelle-Orléans, Louisiane (États-Unis).

## Filmographie

### Comme acteur
- 1975 : Night of the Strangler
- 1976 : Sounder, Part 2 : Nathan
- 1976 : Alex ou la liberté (Alex & the Gypsy) : First Goon
- 1976 : Richie Brockelman: The Missing 24 Hours (TV) : Rider
- 1978 : A Hero Ain't Nothin' But a Sandwich (en) de Ralph Nelson : Doctor
- 1978 : Détroit (feuilleton TV) : Rollie Knight
- 1979 : Fast Break : D.C.
- 1980 : Inside Moves : Alvin Martin
- 1981 : Today's F.B.I. (en) (série télévisée) : Dwayne Thompson
- 1982 : Officier et gentleman (An Officer and a Gentleman) : Perryman
- 1983 : Uncommon Valor (TV) : Sergeant
- 1983 : Retour vers l'enfer (Uncommon Valor) : Johnson
- 1985 : Space Rage : Max Bryson
- 1985 : The Atlanta Child Murders (feuilleton TV) : Hindsman
- 1985 : Vision Quest : Gene Tanneran
- 1986 : Si c'était demain ("If Tomorrow Comes") (feuilleton TV) : Al
- 1987 : Sister Margaret and the Saturday Night Ladies (TV) : Father Christopher
- 1987 : L'Aventure intérieure (Innerspace) : Pete Blanchard
- 1989 : Hit List de William Lustig : Brian Armstrong
- 1989 : Double Your Pleasure (TV) : Sam
- 1990 : In the Line of Duty: A Cop for the Killing (TV) : Art Regan
- 1991 : Line of Fire: The Morris Dees Story (TV) : Gilbert
- 1991 : Love and Curses... And All That Jazz (TV) : Lt. Paul Moret
- 1992 : L'Assassin au fond des bois (In the Deep Woods) (TV) : George Dunaway
- 1992 : Shaky Ground (série télévisée) : Russell (1992-1993)
- 1994 : Corrina, Corrina : Frank
- 1994 : Les Soupçons d'une mère (Someone She Knows) (TV) : Lt. Jack Emery
- 1997 : The Sixth Man (en) de Randall Miller : James Tyler
- 1998 : The Army Show (série télévisée) : Col. John McGuire
- 1999 : Trippin' (en) de David Raynr : Willie Reed
- 2002 : What Wouldn't Jesus Do? (TV) : God
- 2003 : Missing Brendan : Stan Wade
- 2003 :  Les experts:Miami  ( A l'épreuve du feu) :M. Keating""
- 2006 : Le Bal de fin d'année (For One Night) : M. Howard

### Comme scénariste
- 1999 : Passing Glory (en) (TV)
- 2000 : On Hallowed Ground: Streetball Champions of Rucker Park (TV)